# Viktor Elm
Viktor Elm (Kalmar, Suecia, 13 de noviembre de 1985) es un exfutbolista sueco que jugó como centrocampista. Sus hermanos Rasmus y David también fueron futbolistas, los cuales jugaron con él en el Kalmar FF. Se retiró del fútbol profesional en 2021. 

## Clubes
| Club             | País         | Año       |
| ---------------- | ------------ | --------- |
| Falkenbergs FF   | Suecia       | 2004-2005 |
| Kalmar FF        | Suecia       | 2006-2008 |
| S. C. Heerenveen | Países Bajos | 2009-2012 |
| AZ Alkmaar       | Países Bajos | 2014-2015 |
| Kalmar FF        | Suecia       | 2020-2021 |

## Estadísticas
| Equipo    | Equipo         | Equipo      | Liga | Liga  | Copa                | Copa                | Continental | Continental | Otros | Otros | Total | Total |
| Temporada | Club           | Liga        | Apps | Goles | Apps                | Goles               | Apps        | Goles       | Apps  | Goles | Apps  | Goles |
| Suecia    | Suecia         | Suecia      | Liga | Liga  | Supercopa de Suecia | Supercopa de Suecia | Europe      | Europe      | Otros | Otros | Total | Total |
| --------- | -------------- | ----------- | ---- | ----- | ------------------- | ------------------- | ----------- | ----------- | ----- | ----- | ----- | ----- |
| 2004      | Falkenbergs FF | Superettan  | 4    | 0     | 0                   | 0                   | 0           | 0           | 0     | 0     | 4     | 0     |
| 2005      | Falkenbergs FF | Superettan  | 28   | 8     | 0                   | 0                   | 0           | 0           | 0     | 0     | 28    | 8     |
| 2006      | Kalmar FF      | Allsvenskan | 24   | 5     | 4                   | 0                   | 6           | 1           | 0     | 0     | 34    | 6     |
| 2007      | Kalmar FF      | Allsvenskan | 24   | 4     | 4                   | 0                   | 0           | 0           | 0     | 0     | 28    | 4     |
| 2008      | Kalmar FF      | Allsvenskan | 30   | 15    | 5                   | 3                   | 5           | 1           | 1     | 0     | 41    | 19    |
| Holanda   | Holanda        | Holanda     | Liga | Liga  | KNVB Cup            | KNVB Cup            | Europe      | Europe      | Otros | Otros | Total | Total |
| 2008–09   | Heerenveen     | Eredivisie  | 12   | 4     | 4                   | 4                   | 0           | 0           | 0     | 0     | 16    | 8     |
| 2009–10   | Heerenveen     | Eredivisie  | 28   | 5     | 2                   | 2                   | 6           | 1           | 1     | 0     | 37    | 8     |
| 2010–11   | Heerenveen     | Eredivisie  | 17   | 3     | 1                   | 1                   | 0           | 0           | 0     | 0     | 18    | 4     |
| Total     | Suecia         | Suecia      | 110  | 32    | 13                  | 3                   | 11          | 2           | 1     | 0     | 135   | 37    |
| Total     | Holanda        | Holanda     | 57   | 12    | 7                   | 7                   | 6           | 1           | 1     | 0     | 71    | 20    |
| Carrera   | Carrera        | Carrera     | 160  | 41    | 20                  | 10                  | 17          | 3           | 2     | 0     | 199   | 54    |

## Palmarés

### Títulos nacionales
| Título                   | Club             | País         | Año  |
| ------------------------ | ---------------- | ------------ | ---- |
| Copa de Suecia           | Kalmar FF        | Suecia       | 2007 |
| Allsvenskan              | Kalmar FF        | Suecia       | 2008 |
| Copa de los Países Bajos | S. C. Heerenveen | Países Bajos | 2009 |
| Copa de los Países Bajos | AZ Alkmaar       | Países Bajos | 2013 |